# Bruno Cremer
Bruno Cremer (6. října 1929 Saint-Mandé – 7. srpna 2010 Paříž) byl francouzský divadelní a filmový herec. Je znám především z rozsáhlé série televizních zpracování příběhů komisaře Maigreta, jež natáčel v letech 1991–2005.

## Život a kariéra
V roce 1953 absolvoval herectví na pařížské konzervatoři CNSAD, kde jeho spolužákem byl Jean-Paul Belmondo. Po jejím absolutoriu začal hrát v divadle Théâtre de l'Œuvre, kde se osvědčil jakožto výborný představitel zejména klasických dramatických postav.
Ve filmu se poprvé objevil již v roce 1957, nicméně první větší úspěšnou filmovou roli ztvárnil ve snímku Četa 317 (1965). Zpočátku často ztělesňoval záporné typy (drsné a tvrdé chlapíky, psychicky narušené muže, lidi nacházející se na okraji společnosti). Později ale ztvárňoval i kladné postavy (například policistů).
Zlomem v jeho filmové kariéře byl film Kdybych byl špión (1967), v němž hrál společně s Bernardem Blierem a ztvárnil zde postavu nekompromisního tajného agenta. V akčním filmu Lovec hlav (1976) ztvárnil drsného a brutálního vraha „Jestřába“; hrál zde společně s Belmondem. O rok později hrál ve filmu Mzda strachu (1977).
V závěru své kariéry stal jedním z dalších výrazných představitelů postavy komisaře Maigreta ve francouzském televizním seriálu natočeném podle knih Georgese Simenona (některé jeho díly byly natočeny i v Praze, dva díly režíroval režisér Juraj Herz). V letech 1991–2005 hrál celkem ve více než padesáti dílech tohoto seriálu.
V srpnu 2010 ve věku 80 let podlehl rakovině.

## Filmografie (výběr)

### Film
- 1982: Probuď se špione (Espion, lève-toi), režie Yves Boisset

### Televize – Seriál Maigret
Francouzský televizní seriál z let 1991 až 2005 (celkem 54 epizod). Níže jsou uvedeny původní francouzské názvy, české názvy jsou uvedeny v článku komisař Maigret:
1. 1985 Pohled do zrcadla, režie Jean Chapot
2. 1991 Maigret et la grande perche, režie Claude Goretta
3. 1992 Maigret chez les Flamands, režie Serge Leroy
4. 1992 Maigret et la maison du juge, režie Bertrand Van Effenterre
5. 1992 Maigret et les plaisirs de la nuit (Maigret a Rozkoše noci), režie José Pinheiro
6. 1992 Maigret et la nuit du carrefour, režie Alain Tasma a Bertrand Van Effenterre
7. 1993 Maigret se défend, režie Andrzej Kostenko
8. 1993 Maigret et l'homme du banc, režie Étienne Périer
9. 1993 Maigret et les témoins récalcitrants, režie Michel Sibra
10. 1993 Maigret et les caves du Majestic, režie Claude Goretta
11. 1994 La Patience de Maigret, režie Andrzej Kostenko
12. 1994 Maigret et le corps sans tête (Maigret a tělo bez hlavy), režie Serge Leroy
13. 1994 Maigret et le fantôme, režie Hannu Kahakorpi
14. 1994 Maigret et l'écluse n°1, režie Olivier Schatzky
15. 1994 Maigret : Cécile est morte, režie Denys de La Patellière
16. 1994 Maigret se trompe, režie Joyce Buñuel
17. 1994 Maigret et la vieille dame, režie David Delrieux
18. 1995 Maigret et la vente à la bougie, režie Pierre Granier-Deferre
19. 1995 Les Vacances de Maigret, režie Pierre Joassin
20. 1995 Maigret et l'affaire Saint-Fiacre, režie Denys de La Patellière
21. 1996 Maigret et le port des brumes, režie Charles Némès
22. 1996 Maigret et la tête d'un homme, režie Juraj Herz
23. 1996 Maigret en Finlande, režie Pekka Parikka
24. 1996 Maigret tend un piège, režie Juraj Herz
25. 1996 Maigret a peur, režie Claude Goretta a Christian Karcher
26. 1997 Maigret et l'enfant de chœur, režie Pierre Granier-Deferre
27. 1997 Maigret et le Liberty Bar, režie Michel Favart
28. 1997 Maigret et l'improbable Monsieur Owen, režie Pierre Koralnik
29. 1998 Maigret et l'inspecteur Cadavre, režie Pierre Joassin
30. 1999 Maigret : Madame Quatre et ses enfants, režie Philippe Bérenger
31. 1999 Maigret : Meurtre dans un jardin potager, režie Edwin Baily
32. 1999 Maigret : Un meurtre de première classe, režie Christian de Chalonge
33. 2000 Maigret chez les riches, režie Denys Granier-Deferre a Pierre Joassin
34. 2000 Maigret voit double, režie François Luciani
35. 2001 Maigret et la croqueuse de diamants, režie André Chandelle
36. 2001 Mon ami Maigret, režie Bruno Gantillon
37. 2001 Maigret et la fenêtre ouverte, režie Pierre Granier-Deferre
38. 2002 Maigret et le marchand de vin, režie Christian de Chalonge
39. 2002 Maigret chez le ministre, režie Christian de Chalonge
40. 2002 Maigret et le fou de Sainte Clotilde, režie Claudio Tonetti
41. 2002 Maigret et la maison de Félicie, režie Christian de Chalonge
42. 2002 Maigret à l'école, režie Yves de Chalonge
43. 2003 Maigret et la princesse, režie Laurent Heynemann
44. 2003 Un échec de Maigret, režie Jacques Fansten
45. 2003 Signé Picpus, režie Jacques Fansten
46. 2003 L'Ami d'enfance de Maigret, režie Laurent Heynemann
47. 2004 Les Scrupules de Maigret, režie Pierre Joassin
48. 2004 Maigret et l'ombre chinoise, režie Charles Némès
49. 2004 Maigret chez le docteur, režie Claudio Tonetti
50. 2004 Maigret : Les petits cochons sans queue, režie Charles Némès
51. 2004 Maigret et le clochard, režie Laurent Heynemann
52. 2004 Maigret en meublé, režie Laurent Heynemann
53. 2004 Maigret et la demoiselle de compagnie, režie Franck Apprederis
54. 2004 Maigret et les 7 petites croix, režie Jérôme Boivin
55. 2005 Maigret et l'étoile du nord, režie Charles Némès